# Crenicichla lugubris
Crenicichla lugubris és una espècie de peix de la família dels cíclids i de l'ordre dels perciformes.

## Morfologia
Els mascles poden assolir els 24 cm de longitud total.

## Distribució geogràfica
Es troba a Sud-amèrica: Brasil, Guaiana i Surinam.